# Acrocomia emensis
Acrocomia emensis är en enhjärtbladig växtart som först beskrevs av Joaquim Franco de Toledo, och fick sitt nu gällande namn av Lorenzi. Acrocomia emensis ingår i släktet Acrocomia och familjen Arecaceae. Inga underarter finns listade i Catalogue of Life.